# Nina Gabis
Nina Gabis, ps. "Stokrotka" (ur. 8 października 1914 w Użance (na dzisiejszej Białorusi), zm. 17 listopada 1999 w Zielonej Górze) – polska nauczycielka geografii, dyrektorka, działaczka społeczna. Założycielka oraz przewodnicząca Klubu Tajnego Nauczania. 

## Życiorys

### Dzieciństwo i młodość
Urodzona 8 października 1914 w majątku Użanka, gminie Horodziej (na dzisiejszej Białorusi) jako trzecie dziecko z pięciorga rodzeństwa. Ojciec - Dymitr Hryckiewicz był wykształconym rolnikiem, zarządzającym dobrami bogatych ziemian, zaś jej matka zmarła, gdy Nina miała 4 lata. Tym samym po krótkiej nauce w domu, w wieku 8 lat udała się do klasztoru sióstr benedyktynek, a następnie zamieszkała u hrabiny Henrycowej Hartingh w Nieświeżu, gdzie uczęszczała do Gimnazjum im. Władysława Syrokomli.  W 1934 ukończyła Wojskowy Kurs Szkoleniowy w Brześciu nad Bugiem, a w 1935 zdała dyplomowy egzamin na nauczyciela w Seminarium Nauczycielskim im. Królowej Jadwigi w Wilnie.

Pracę jako nauczycielka rozpoczęła tego samego roku w Szkole Powszechnej w Nieświeżu jako kontraktowa nauczycielka. Jednocześnie otrzymała nominację na Komendantkę Związku Strzeleckiego i Instruktorkę Przysposobienia Wojskowego Kobiet do Obrony Kraju na powiat Nieśwież. W maju 1938 roku zdała praktyczny egzamin i otrzymała dekret stałego nauczyciela publicznych szkół podstawowych. W następnym roku szkolnym przeniosła się do 7-klasowej Szkoły Powszechnej w Różance, gdzie 21 lutego 1939 roku wyszła za mąż za studenta prawa, Stanisława Gabisa.

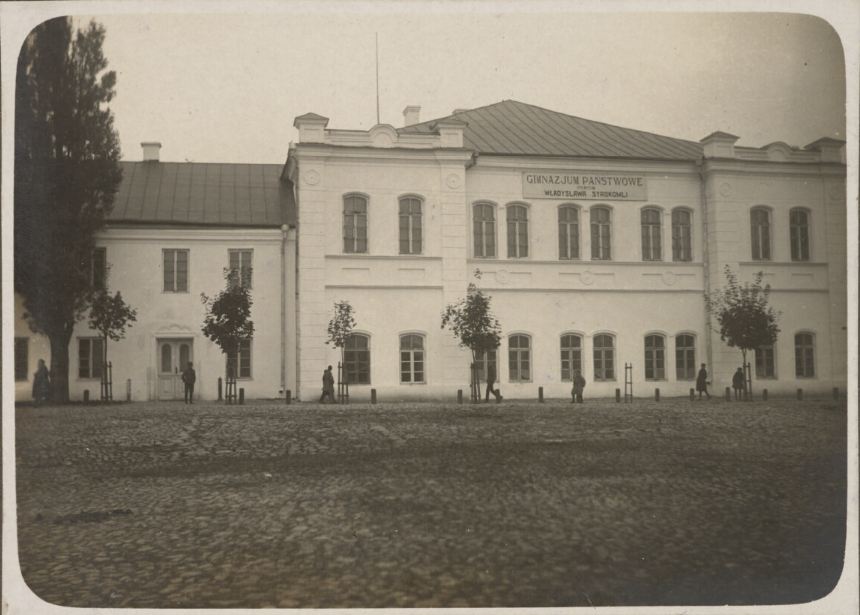
Gimnazjum im. Władysława Syrokomli w Nieświeżu, do którego uczęszczała Nina Gabis

### Działalność wojenna
Po wybuchu wojny mąż pani Gabis zmobilizowany został do 1 Pułku Artylerii Lekkiej, a po powrocie do domu aresztowany przez NKWD. Po zwolnieniu go po dwumiesięcznym dochodzeniu, małżeństwo szybko opuściło miejsce zamieszkania w obawie przed ponownym aresztowaniem. Następnie Nina Gabis podjęła pracę na stanowisku dyrektora pedagogicznego w Sorokach. W czerwcu 1941 roku, w porę ostrzeżona iż znalazła się na liście deportowanych na Sybir, porzuciła dom i dobytek, i nocą wraz z mężem i małym dzieckiem uciekła do Baranowicz, z których jednak ponownie zmuszona była zbiec, gdy miasto przejęła armia niemiecka. Na parę miesięcy zatrzymała się u osadnika wojskowego niedaleko Horodyszcza, a w sierpniu powróciła na teren powiatu szczuczyńskiego, do Orli, gdzie otrzymała zatrudnienie w Szkole Powszechnej, która jednak została zamknięta po miesiącu przez nazistowskie władze. W tym czasie wraz z mężem włączona została do ruchu oporu, pełniąc funkcję łączniczki na tym terenie pod pseudonimem "Stokrotka". W styczniu 1942 roku rodzina ponownie musiała się przeprowadzić, tym razem do wsi Juciowce, a stamtąd do Szczuczyna Nowogródzkiego, gdzie zamieszkali u znanego w mieście krawca i członka Armii Krajowej. Zaangażowała się wówczas do pracy w tajnym nauczaniu, gdzie przydzielona została jej 5-osobowa grupa młodzieży, pozującej za uczniów pracowni krawieckiej owego krawca. Jako tajna nauczycielka najwięcej czasu poświęcała geografii, historii i językowi ojczystemu, aby jak najbardziej podbudować świadomość narodową młodzieży. 8 maja 1943 roku, mąż pani Gabis, Stanisław, który także nadal działał w ruchu oporu, aresztowany został przez Gestapo podczas wymiany Ausweisu, jednak w ciągu kilku godzin został on wykupiony przez AK za dewizy. Małżonkowie natychmiast zmienili adres, nie opuścili jednak Szczuczyna.

### Życie na Ziemiach Odzyskanych
W lipcu 1945 roku wraz z rodziną została repatriowana na Ziemie Odzyskane, do wsi Racula, gdzie zorganizowała Szkołę Powszechną, w której uczyła i której kierownikiem była do 1950 roku. Przyczyniała się ona do integracji środowiska i była bardzo aktywna społecznie. Organizowała kursy wieczorowe i kursy dla analfabetów, prowadziła chór kościelny, młodzież pozaszkolną uczyła tańców polskich, organizowała zawody sportowe, zabawy ludowe i święta regionalne. W 1950 roku służbowo przeniesiona została jednak do Szkoły Powszechnej nr 2 w Zielonej Górze, gdzie uczyła geografii, a w 1952 oddelegowana do pracy w "Gazecie Zielonogórskiej" na stanowisko kierownika korekty. Na stanowisku tym zarabiała o wiele więcej, niż na stanowisku nauczyciela, lecz cały ten czas pragnęła powrócić do nauczania. I już 2 lata później, w 1954, uzyskała dyplom nauczyciela geografii i powierzona została jej funkcja zastępcy kierownika w Szkole Podstawowej nr 3. Organizowała ona tam koło teatralne, którego sztuki wystawiała na scenie Teatru Zielonogórskiego. Za zdobyte pieniądze organizowała zaś uczniom wycieczki krajoznawcze. W 1963 roku ponownie została służbowo przeniesiona, tym razem na stanowisko kierownika Szkoły Podstawowej nr 6, którą stanowczo zmodernizowała. Za jej kadencji nawet 50% młodzieży uczestniczyła w różnego rodzaju kołach zainteresowań, a szkoła zajęła I miejsce w sporcie i chórze szkolnym w województwie. Przed odejściem na emeryturę w 1972 roku przeprowadziła w szkole kapitalny remont. W szkolnictwie pracowała 38 lat, w tym 30 na stanowiskach kierowniczych.
Od 1981 roku pełniła funkcję przewodniczącej Sekcji Emerytów i Rencistów przy Zarządzie Oddziały i Zarządzie Okręgu ZNP. Z jej inicjatywy w 1982 zorganizowany został Klub Nauczycieli Tajnego Nauczania, którego została przewodniczącą. Należała do Państwowej Komisji Egzaminacyjnej jako specjalista geografii. Pełniła funkcje jako członek, zastępca i przewodnicząca Obwodowych Komisji Wyborczych. Była aktywnym członkiem Woj. Zarządu Ligi Kobiet, sprawując funkcję przewodniczącej Komisji Kultury i Oświaty. Kilkukrotnie była Prezesem Ognisk Szkół Podstawowych oraz aktywnym członkiem Zarządu Powiatowego, Zarządu Oddziału i Zarządu Okręgu. W 1993 roku, we współpracy z Ośrodkiem Doskonalenia Nauczycieli i pod redakcją Prof. dr hab. Władysław Korcza, zebrała i opracowała życiorysy zielonogórskich nauczycieli tajnego nauczania w książkę "Żołnierze niezwyciężonej szkoły : wspomnienia o nauczycielach tajnego nauczania w latach 1939-1945". Po ciężkiej i długiej chorobie, zmarła 17 listopada 1999, w wieku 85 lat.

## Odznaczenia
Należała do wybitnych pedagogów, za co była często wyróżniana dodatkiem pedagogicznym oraz nagradzana odznaczeniami i wyróżniana  dyplomami. Otrzymała m.in.: 
- Krzyż Kawalerski Orderu Odrodzenia Polski,
- Złoty i Srebrny Krzyż Zasługi,
- Odznakę Tysiąclecia Państwa Polskiego,
- Medal X-lecia Polski Ludowej,
- Medal Pamiątkowy 25-lecia w rocznicę powrotu Zielonej Góry do Macierzy,
- Medal 40-lecia Polski Ludowej,
- Honorową Odznakę miasta Zielonej Góry,
- Honorową Odznakę w rozwoju szkolnictwa zielonogórskiego,
- Honorową Srebrną Odznakę Ligi Kobiet Polskich,
- Odznakę Honorową "Za zasługi dla ZBoWiD",
- Złotą Odznakę ZNP,
- Medal Komisji Edukacji Narodowej,
- Odznakę ZNP za Tajne Nauczanie
- oraz Medal "Rodła".

Za szczególnie wybitne osiągnięcia w pracy pedagogicznej Rada Państwa nadała jej tytuł honorowy "Zasłużony Nauczyciel Polskiej Rzeczypospolitej Ludowej", a w uznaniu za zasługi osiągnięcia została wpisana przez Kuratorium Oświaty do Księgi Pamiątkowej "Zasłużeni dla Oświaty i Wychowania". Za uzyskanie I miejsce w województwie przez jej kółko teatralne otrzymała Dyplom Ministra Kultury i Sztuki.